# 高島平警察署
高島平警察署（たかしまだいらけいさつしょ）は、警視庁が管轄する警察署の一つである。
警視庁第10方面に属する。板橋区の西北部を管轄している。
署員数およそ280名、識別章所属表示はRF。車両の対空表示は「島」。

## 所在地
- 東京都板橋区高島平三丁目12番32号
  - 最寄駅：東京都交通局地下鉄三田線高島平駅

## 管轄区域
板橋区のうち、以下の町丁の全域を管轄。
- 徳丸一・二・三・四・五・六・七・八丁目
- 四葉一・二丁目
- 大門
- 赤塚一・二・三・四・五・六・七・八丁目
- 赤塚新町一・二・三丁目
- 成増一・二・三・四・五丁目
- 三園一・二丁目
- 高島平一・二・三・四・五・六・七・八・九丁目
- 新河岸一・二・三丁目

## 沿革
- 1986年（昭和61年）2月15日：高島平警察署開設。志村警察署からの分離開設。

## 組織
- 警務課
- 会計課
- 交通課
- 警備課
- 地域課
- 刑事組織犯罪対策課
- 生活安全課

## 交番
- 高島平駅前交番（板橋区高島平二丁目34番1号）
- 新河岸交番（板橋区新河岸二丁目10番16号）
- 笹目橋交番（板橋区高島平六丁目1番1号）
- 北野交番（板橋区徳丸二丁目17番4号）
- 下赤塚交番（板橋区赤塚一丁目7番3号）
- 赤塚交番（板橋区成増二丁目5番8号）
- 成増駅前交番（板橋区成増二丁目15番21号）
- 上赤塚交番（板橋区赤塚三丁目41番1号）
- 松月院前交番（板橋区赤塚八丁目3番3号）
- 西台駅前交番（板橋区高島平一丁目80番17号）

## 駐在所
- 徳丸駐在所（板橋区徳丸六丁目53番18号）

## 出来事
- 2023年1月16日 - 宿直勤務中の地域課男性巡査部長が署内のトイレ内で頭から血を流しているのが発見された。病院搬送後に死亡が確認された。拳銃自殺を図ったと見られる。[1]